# Nils-Georg
Nils-Georg var en gemensam pseudonym för schlagerkompositörerna Nils Perne och Georg Eliasson.
Perne och Eliasson började använda pseudonymen redan då de skrev skolrevyer på Frans Schartaus Handelsinstitut under tidigt 1920-tal. Sitt första kommersiellt förlagda alster fick de med "I Vår Herres hage finns många underliga djur" (1926). 1928 bildade de det egna Nils-Georgs Musikförlag. Efter 1935 användes pseudonymen av Eliasson ensam. 